# EPMD
EPMD je americká hiphopová hudební skupina. Jejími členy jsou Erick Sermon a PMD, přičemž doplněni jsou diskžokejem DJ Scratchem. Své první album nazvané Strictly Business skupina vydala v roce 1988. Později vydala řadu dalších alb, přičemž v názvu každého z nich se vyskytuje slovo „business“. Každé album zároveň obsahuje píseň, v jejímž názvu se vyskytuje jméno Jane. Kapela se rozpadla v roce 1993, ale později byla obnovena.